# Elias Martin
Elias Martin (døbt 8. marts 1739 i Stockholm, død 25. januar 1818 i Stockholm) var en svensk maler, der i sin levetid vandt international berømmelse for sine landskabsmalerier, portrætter og genremalerier. Han var blandt andet medlem af Kungliga Akademien för de fria konsterna og associeret medlem af det britiske Royal Academy. Martinvägen i Södra Ängby i Stockholm er opkaldt efter ham.

## Baggrund
Elias Martin var søn af oldermanden for tømrerfaget i Dillnäs sogn Olof Martin og Ulrika Haupt, søster til Georg Haupt. Han fik sin tidligste uddannelse af sin far og viste et sådant talent, at han blev sendt til hofmaleren Friedrich Schultz. Gennem ham fik han ansættelse hos Fredrik Henrik af Chapman som arkitekttegner og tegnelærer for officererne i Sveaborg. Hans foresatte dér var feltmarskal Augustin Ehrensvärd hvis søn Carl August Ehrensvärd han blev bekendt med og underviste.
I 1766 tog Elias Martin på studierejse til Paris og blev på Alexander Roslins anbefaling optaget på École academique, hvor han modtog undervisning af Claude Joseph Vernet og sandsynligvis også af François Boucher. Elias Martin var dog ikke tiltrukket af den franske klassicisme og flyttede derfor til London i 1768. To år senere blev han optaget som associeret medlem af Royal Academy, hvor han deltog i udstillinger og var tegnelærer, hvilket formentlig bl.a. skyldtes at han blev gode venner med arkitekten William Chambers. I England udviklede han akvarelteknikken, som anses for den teknik, han mestrede bedst. Han underviste også kobberstikkere og mezzotintgravører, men med disse teknikker formåede han aldrig selv at vise personlige træk.

## Liv og værker
Martin vendte tilbage til Sverige i 1780, og året efter blev han medlem af Kungliga Akademien för de fria konsterna, hvor han også underviste. Han var ansat hos Gustav III, for hvem han lavede stikserien Svenska vuer. I de senere år blev motiverne mere og mere religiøse, og Johannes Døberens prædiken i ørkenen (Sörmlands museum) og Fadervor regnes for nogle af hans vigtigste værker. Han er repræsenteret på Nationalmuseet med blandt andet et portræt af vennen Carl Michael Bellman og et selvportræt. Hans resterende værker omfatter mere end 200 oliemalerier.
I 1770 giftede han sig med englænderen Ann Lee, med hvem han fik sønnen Fredrik Erik Martin, som også var kunstner. Hans bror Johan Fredrik Martin var en berømt grafiker og professor ved "Kungliga Akademien för de fria konsterna". Hans barnebarn Elias Fredrik Martin blev også grafiker og maler, bosat i Nyköping.
Alderdommen tilbragte han tilbagetrukket, plaget af økonomiske bekymringer og øjenproblemer, men i sine aktive år var han en velanset gæst i kunstnerhjem og havde nær kontakt med Bellman, Erik Palmstedt og Johan Tobias Sergel. Martin ligger begravet på Adolf Fredriks kirkegård. Han er repræsenteret på blandt andet Göteborgs konstmuseum., Göteborgs Stadsmuseum, Uppsala Universitetsbibliotek, Vänersborg Museum, Gävleborg Länsmuseum, Norrköpings Kunstmuseum og Nationalmuseet i Stockholm.

## Galleri (værker i udvalg)
| - Værker af Elias Martin - Landskab med vandfald og kvæg, 1768 - Snedkerne. Modstykke til kistemagere, 1768-1780 - Romantisk landskab med gran, 1768-1780. - Gustav III's besøg på Kungliga Akademien för de fria konsterna, 1782 |

| - Långholmen, Stockholm, 1787. - Rödbotorget, Stockholm, 1780'erne - Älvkarlebyfallen, 1790'erne - Forsmarks bruk, 1790'erne - Johannisfors bruk, 1790'erne - Gysinge bruk, 1790'erne - Udsigt over Stockholm, 1790'erne - Udsigt til Uppsala domkyrka, uklar datering - Sommerlandskab med vand og høje træer, ukendt dato |